# Eugen Wacker
Yevgeny Vakker (em russo:  Евгений Ваккер; nascido em 18 de abril de 1976), também conhecido como Eugen Wacker, é um ciclista quirguistanês, membro da equipe paraguaio Start-Massi Cycling Team. Competiu pelo Quirguistão nos Jogos Olímpicos de Verão de 1996, 2000 e 2004.